# Charles Albright
Charles Albright (Amarillo, 10 agosto 1933 – Lubbock, 22 agosto 2020) è stato un criminale statunitense.

## Biografia
Nato ad Amarillo, Texas, Albright viveva in orfanotrofio quando Delle e Fred Albright decisero di adottarlo. Delle era una maestra scolastica che lo ha aiutato negli studi.
Già da adolescente iniziò ad avere tendenze violente, sparava a piccoli animali ed era appassionato di Tassidermia, hobby incoraggiato anche dalla madre. 

## Crimini
Charles Albright è stato riconosciuto colpevole di aver ucciso Shirley Williams, una prostituta, nel 1991, inoltre è anche sospettato dell'uccisione di altre due prostitute, Mary Pratt nel 1990 e Susan Peterson nel 1991. Non avendo prove certe su queste ultime morti, Albright fu condannato a soli 5 anni di carcere.
È anche conosciuto per avere un'enorme ossessione per gli occhi, tanto che il killer rimuoveva gli occhi da ogni tipo di bambola o fotografia, oltre che da ogni sua vittima.